# ميشيل شوفالييه
ميشيل شوفالييه (بالفرنسية: Michel Chevalier)‏ (و. 1806 – 1879 م) هو عالم اقتصاد، وسياسي، ومهندس، وصحفي، وبروفيسور، من فرنسا، ولد في ليموج، كان عضوًا في أكاديمية العلوم الأخلاقية والسياسية الفرنسية، والأكاديمية الملكية السويدية للعلوم، والأكاديمية الروسية للعلوم، توفي عن عمر يناهز 73 عاماً.

## مناصب
تولى منصب نائب فرنسي، والإمبراطورية الثانية عضو مجلس الشيوخ.

## التعليم
تعلم في المدرسة المتعددة التكنولوجية بفرنسا، والمدرسة الوطنية العليا للمناجم في باريس.

## مناصب وهيئات
أدار كوليج دو فرانس (1840–1879).

## جوائز
حصل على جوائز منها:
- الضابط الأكبر من وسام جوقة الشرف.

## روابط خارجية
- ميشيل شوفالييه على موقع الموسوعة البريطانية (الإنجليزية)